# Abingworth
Abingworth är en by i West Sussex i England. Byn är belägen 27 km 
från Chichester. Orten har 671 invånare (2016).